# Station Biała Pajęczańska
Station Biała Pajęczańska is een spoorwegstation in de Poolse plaats Biała.